# Хердженротер, Карл Уильям
| Открытые астероиды: 29                                     | Открытые астероиды: 29 |
| ---------------------------------------------------------- | ---------------------- |
| 6533 Giuseppina                                            | 24 февраля 1995        |
| 6613 Williamcarl                                           | 2 июня 1994            |
| 7488 Robertpaul                                            | 27 мая 1995            |
| 7489 Oribe                                                 | 26 июня 1995           |
| 7707 Yes                                                   | 17 апреля 1993         |
| 7887 Bratfest                                              | 18 сентября 1993       |
| (8109) 1995 DU1                                            | 25 февраля 1995        |
| (8711) 1994 LL                                             | 5 июня 1994            |
| (10571) 1994 LA1                                           | 5 июня 1994            |
| (12396) 1995 DL1                                           | 24 февраля 1995        |
| (12789) 1995 TX                                            | 14 октября 1995        |
| (13186) 1996 UM                                            | 18 октября 1996        |
| (16712) 1995 SW29                                          | 30 сентября 1995       |
| (24888) 1996 XS23                                          | 8 декабря 1996         |
| (26916) 1996 RR2                                           | 13 сентября 1996       |
| (32925) 1995 KF                                            | 24 мая 1995            |
| (35285) 1996 TR5                                           | 6 октября 1996         |
| (37652) 1994 JS1 [1]                                       | 4 мая 1994             |
| (37744) 1996 XU14                                          | 8 декабря 1996         |
| (39642) 1995 KO1                                           | 26 мая 1995            |
| (44192) 1998 ME2                                           | 18 июня 1998           |
| 55844 Bičák                                                | 12 сентября 1996       |
| (69406) 1995 SX48                                          | 30 сентября 1995       |
| (85316) 1995 BA4 [2]                                       | 28 января 1995         |
| (85343) 1995 SX53                                          | 30 сентября 1995       |
| (118231) 1996 XQ18                                         | 8 декабря 1996         |
| (121725) 1999 XX143                                        | 13 декабря 1999        |
| (173176) 1997 KO                                           | 29 мая 1997            |
| 1. совместно с Тимоти Спар 2. совместно с Стивен М. Ларсон |                        |

Карл Уильям Хердженротер (англ. Carl William Hergenrother; 1973) — американский астроном, первооткрыватель комет и астероидов, который участвует в обзоре CSS по поиску околоземных астероидов. В данный момент он работает Лаборатории Луны и планет в Аризонском университете в Тусоне. В период 1993 по 1999 год им было обнаружено в общей сложности 29 астероидов, два из которых он открыл совместно с другими американскими астрономами. Помимо этого, он является первооткрывателем долгопериодической кометы C/1996 R1 (Хердженротер-Спар), а также трёх короткопериодических комет 168P/Хердженротера, 175P/Хердженротера и P/1999 V1 (Каталина).
В знак признания его заслуг одному из астероидов было присвоено его имя (3099) Хердженротер.